# Herpf
Herpf é uma localidade da cidade de Meiningen, na Alemanha. Está localizado no distrito de Schmalkalden-Meiningen, estado da Turíngia.

## Demografia
Evolução da população (31 de dezembro):
| - 1994: 1050 - 1995: 1078 - 1996: 949 - 1997: 954 - 1998: 977 | - 1999: 978 - 2000: 981 - 2001: 989 - 2002: 991 - 2003: 974 | - 2004: 955 - 2005: 941 - 2006: 924 |

 Fonte: Thüringer Landesamt für Statistik